# سادورینی ۱۹۰۳۴
سیارک ۱۹۰۳۴ (به انگلیسی: 19034 Santorini، نامگذاری:2554P-L) نوزده هزار و سی و چهارمین سیارک کشف شده‌است که در ۲۴ سپتامبر ۱۹۶۰ کشف شد.